# Hoplostethus marisrubri
Hoplostethus marisrubri is een  straalvinnige vissensoort uit de familie van zaagbuikvissen (Trachichthyidae). De wetenschappelijke naam van de soort is voor het eerst geldig gepubliceerd in 1986 door Kotlyar.
De soort staat op de Rode Lijst van de IUCN als Onzeker, beoordelingsjaar 2009.